# نشان جنگ میهنی
نشان جنگ میهنی (به روسی: Орден Отечественной войны) یک دکوراسیون نظامی در اتحاد جماهیر سوسیالیستی شوروی که به همه جانبازان بازمانده از جنگ مانند سربازان نیروهای مسلح اتحاد جماهیر شوروی ، نیروهای امنیتی ، پارتیزانها و پرسنل متحد تعلق گرفت.